# Alfie Deyes
Alfie Deyes (Enfield, 17 september 1993) is een Brits vlogger. Op YouTube is hij bekend onder de naam PointlessBlog en is daar eigenaar van de videokanalen PointlessBlog, PointlessBlogVlogs en PointlessBlogGames.

## Carrière

### YouTube
Deyes startte in 2009 zijn YouTube-kanaal Pointlessblog, waar hij onder andere video's plaatst terwijl hij met vrienden en familie opdrachten uitvoert. Per 20 juli 2015 had hij daar ruim 4 miljoen abonnees en 260 miljoen weergaven van alle video's samen.
Zijn tweede kanaal, PointlessBlogVlogs (voorheen PointlessBlogTv), is in 2010 opgericht en bevat voornamelijk filmpjes en vlogs over activiteiten in zijn dagelijks leven. Dat kanaal had in juli 2015 meer dan 2 miljoen abonnees.
In 2013 ontstond zijn derde kanaal PointlessBlogGames, waar hij computerspellen speelt zoals Minecraft, De Sims 3 en De Sims 4. Het kanaal had op 20 juli 2015 ruim 1 miljoen abonnees en 104 miljoen weergaven van alle video's samen.
Hij verscheen daarnaast in verschillende filmpjes met andere youtubers zoals Tanya Burr, Louis Cole, Tyler Oakley, Troye Sivan, PewDiePie, Miranda Sings, Zoe Sugg en Joe Sugg.

### Boeken
Begin september 2014 bracht Deyes zijn eerste boek uit, The Pointless Book. Het boek is geen roman, maar eerder een spelletjes- en activiteitenboek. Op 26 maart 2015 kwam het gelijkaardige vervolg The Pointless Book 2 uit. Hij heeft ook een boek uitgebracht genaamd The Scrapbook of my life waarin hij dingen verteld over zijn leven en de optie geeft om er ook baby foto's etc. er in te plakken.

### Muziek
Samen met Jim Chapman, Joe Sugg, Caspar Lee en Marcus Butler maakte Deyes in 2014 deel uit van "The YouTube Boy Band", waarmee ze geld inzamelden voor het goede doel.
Tevens deed hij later datzelfde jaar met onder anderen zijn vriendin Zoe Sugg en haar broer Joe mee met Band Aid. Met het lied Do They Know It's Christmas? haalden ze geld binnen voor de Ebola-uitbraak in West-Afrika.

## Privé
Deyes heeft een relatie met de Britse vlogger Zoe Sugg, op YouTube beter bekend als Zoella. Op 6 maart 2021 kondigden Alfie en Zoe aan eind september een dochter te verwachten.